# Сетуш
Сетуш је насељено место у општини Мартинска Вес, у сисачкој горњој Посавини, Хрватска, до нове територијалне организације у саставу бивше велике општине Сисак.

## Становништво
| Националност       | 1991.        |
| Хрвати             | 230 (97,45%) |
| Срби               | 0            |
| Југословени        | 1 (0,42%)    |
| остали и непознато | 5 (2,11%)    |
| Укупно             | 236          |